# Demokritos (Platoniker)
Demokritos (altgriechisch Δημόκριτος Dēmókritos; † vor 268) war ein antiker griechischer Philosoph. Er war Platoniker in der letzten Phase des Mittelplatonismus.
Über Demokritos’ Leben ist nichts überliefert, seine Werke sind nur aus einigen Erwähnungen bei späteren Autoren bekannt. Er wird von seinem Zeitgenossen Longinos († 272) in dessen Abhandlung „Über das Ziel“ unter den Platonikern aufgeführt, die philosophische Schriften hinterließen. Longinos behauptet, Demokritos sei kein origineller Denker gewesen, sondern habe zu denen gehört, die nur älteres Wissen zusammenstellten und lehrbuchmäßig vermittelten. Zur Zeit der Abfassung von „Über das Ziel“ (spätestens 268) war Demokritos bereits verstorben.
In neuplatonischen Schriften der Spätantike wird mehrfach auf Demokritos und seine Platon-Deutung Bezug genommen. Diesen Quellen zufolge schrieb er Kommentare zu Dialogen Platons: Olympiodoros der Jüngere erwähnt einen Kommentar zum (möglicherweise unechten) Alkibiades I, Damaskios zitiert einen Phaidon-Kommentar; im Kommentar des Proklos zum Timaios wird eine von Demokritos aufgeworfene Frage erörtert, was darauf schließen lässt, dass er auch einen Timaios-Kommentar verfasst hat. Iamblichos teilt über Demokritos’ Seelenlehre mit, er habe alle Seelenvermögen auf die eine Substanz der Seele zurückgeführt; Syrianos erwähnt seine Ideenlehre und ihre Übereinstimmung mit derjenigen der Mittelplatoniker Attikos und Plutarch. Wie Attikos und Plutarch war Demokritos der Meinung, die Ideen seien außerhalb des Nous und ihm ontologisch untergeordnet, sie seien im seelischen Bereich zu lokalisieren. Syrianos kritisierte diese Auffassung als unzulässige Vermischung von transzendenter und immanenter Wirklichkeit.
Es ist nicht sicher, gilt aber als plausibel, dass sich die spätantiken Angaben zu „Demokritos“ zumindest teilweise auf den Mittelplatoniker des 3. Jahrhunderts beziehen. Allerdings scheint dies nicht für alle Erwähnungen zuzutreffen. Damaskios schreibt in seinem Philebos-Kommentar Demokritos die Lehre zu, die Götternamen seien „tönende Standbilder“ (agálmata phōnḗenta) der Götter. Diese „Onoma-agalma-Theorie“ wurde vermutlich erst im spätantiken Neuplatonismus entwickelt; ihre Zuschreibung an den Mittelplatoniker Demokritos ist daher problematisch. Hinzu kommt, dass der Mittelplatoniker von Longinos als unoriginell beschrieben wird, was schlecht mit der Annahme vereinbar ist, dass er eine solche Theorie ersonnen habe. Aus diesem Grund hat Maurus Hirschle angenommen, dass die Angabe des Namens Demokritos auf ein Versehen in einer Vorlesungsnachschrift zurückzuführen sei. Henri Dominique Saffrey glaubt, Damaskios meine wohl nicht den Mittelplatoniker, sondern einen gleichnamigen spätantiken Neuplatoniker. Von der Existenz eines Neuplatonikers dieses Namens ist allerdings ansonsten nichts bekannt. Wenn Saffreys Hypothese zutrifft, sind der Phaidon-Kommentar und wohl auch der von Olympiodoros erwähnte Kommentar zum Alkibiades I nicht dem Mittelplatoniker des 3. Jahrhunderts, sondern dem spätantiken Neuplatoniker Demokritos zuzuschreiben, während die Angaben des Iamblichos sich auf den Mittelplatoniker beziehen. Falsch ist jedenfalls die früher verbreitete Annahme, in der Nachricht des Damaskios über die Lehre von den Götternamen sei ein Fragment des Vorsokratikers Demokrit von Abdera überliefert.